# HMS Amethyst (1903)
L'HMS Amethyst è stato un incrociatore protetto della classe Topaze in servizio con la marina militare britannica. Completato nel 1905, venne impiegato nella prima guerra mondiale nei Dardanelli, nel Mediterraneo e in America meridionale.
Venne venduto nel 1920 per essere poi demolito.

## Storia

### Costruzione
I lavori di costruzione dell'Amethyst iniziarono nel gennaio 1903 a Elswick, per concludersi nel marzo 1905 dopo il varo avvenuto il 5 novembre 1903.

### Battaglia di Helgoland
Dopo lo scoppio della prima guerra mondiale nel 1914, l'Amethyst venne assegnato alle forze della Royal Navy, la marina militare britannica, stanziate ad Harwich come parte della cosiddetta Harwichforce, una flottiglia di incrociatori leggeri con scorta di cacciatorpediniere. Prese quindi parte, agli ordini del commodoro Reginald Tyrwhitt, alla battaglia di Helgoland (1914) contro la marina imperiale germanica. Più tardi, lo stesso anno, venne inserito nell'organico del 1º squadrone incrociatore leggeri.

### Campagna dei Dardanelli
Nel corso della campagna di Gallipoli l'Amethyst fornì copertura alle operazioni di sminamento dei Dardanelli, scambiando colpi d'artiglieria con i forti ottomani l'1 e il 4 marzo 1915, e poi ancora nelle notti dal 6 all'11 seguenti. Il 4 marzo caricò a bordo alcuni uomini rimasti feriti nelle operazioni di sbarco per distruggere i forti ottomani, trasferiti il giorno successivo nelle navi Soudan e Braemar Castle. Il 14 marzo venne colpito dall'artiglieria ottomana che causò 22 morti e 38 feriti a bordo, 4 dei quali morirono in seguito alle ferite riportate. L'abilità dimostrata durante l'azione dal comandante dell'Amethyst, Commander (capitano di fregata) G. J. Todd, e dal Lieutenant (tenente di vascello) James C. J. Soutter, vennero riconosciute con una menzione d'onore nel dispaccio navale del 17 marzo a firma del viceammiraglio S. H. Carden.
L'incrociatore fu quindi ritirato a Tenedo per lavori di riparazione.
L'Amethyst, assieme al pari classe HMS Sapphire, fu designato per imbarcare le truppe destinate a sbarcare nella spiaggia Y di Capo Helles il 25 aprile, fornendo loro copertura con i cannoni di bordo fino al 27 seguente, quando la situazione a terra per i britannici divenne insostenibile e i soldati superstiti vennero fatti reimbarcare (l'Amethyst in particolare vide tornare 250 uomini, molti dei quali feriti). L'impegno dell'incrociatore a Capo Helles tuttavia non finì e il supporto alle forze di terra continuò sino al 18 maggio, quando, scortata da dei cacciatorpediniere, si recò nelle acque di Edremit per verificare la possibilità di rimuovere alcune lanterne nemiche, cosa impossibile da farsi a causa di alcune secche. Successivamente l'equipaggio dell'Amethyst affondò con i cannoni due petroliere ottomane, ricevendo in cambio, alle 06:45, colpi d'artiglieria che, prima di essere neutralizzata, provocò un morto e quattro feriti.

### Mediterraneo
Conclusa l'attività nel teatro dei Dardanelli, l'Amethyst eseguì dal giugno al luglio 1915 alcuni pattugliamenti salpando da Brindisi. Dopo essere stato tirato in secca in un bacino di carenaggio per lavori di manutenzione, durati dal 28 luglio al 17 agosto, la nave tornò a Brindisi, dove si trovava il 27 settembre quando affondò la nave da battaglia italiana Benedetto Brin, aiutando a recuperarne i superstiti.
L'autunno 1915 significò per l'Amethyst un periodo all'ancora nel porto pugliese con funzioni di nave rifornimento per i sommergibili britannici naviganti nell'area, almeno fino a quando, il 19 novembre, non salpò per Malta e Gibilterra, dove arrivò il 27 dello stesso mese. Il 1º dicembre navigò in direzione di Portsmouth, quindi l'11 dicembre per Barrow-in-Furness, il 14 marzo 1916 per Plymouth, quindi Bilbao e di nuovo Gibilterra, attraccandovi il 23 marzo.

### America meridionale
L'8 maggio 1916 l'Amethyst levò l'ancora da Gibilterra facendo rotta verso l'America meridionale. Nel frattempo, il comando della nave era stato preso dal Commander Edward Unwin, decorato con la Victoria Cross nella campagna di Gallipoli. Il 23 novembre Unwin venne sostituito da Patrick Boyle, VIII conte di Glasgow; in quel periodo la nave stazionava al largo delle coste brasiliane.
Insieme a due mercantili armati, il HMS Macedonia e l'HMS Orama, e a due carboniere, l'SS Minieh e l'SS Daleham, nel dicembre 1916 l'Amethyst si mise alla ricerca della nave corsara tedesca SMS Möwe, perlustrando il mare all'inizio e alla fine del gennaio 1917 nonché in aprile e maggio, sempre senza successo. Il successivo compito dell'incrociatore britannico fu l'ispezione delle navi in arrivo a Montevideo il 10 marzo 1918, ultima attività in America meridionale prima di lasciare Salvador, il 31 maggio, per la Gran Bretagna, non prima però di aver caricato a bordo 295 casse di lingotti d'oro trasferiti dalla pre-dreadnought HMS Britannia, incontrata al largo della Sierra Leone.
Giunta in Patria il 25 giugno, il 1º luglio navigò per Barrow-in-Furness per essere sottoposta a lavori di manutenzione continuati fino al termine delle ostilità.

### Ultimi anni
Tornata operativa il 20 novembre 1918, salpò ancora una volta per Gibilterra, effettuando una piccola sosta a Lisbona per i funerali del presidente del Portogallo Sidónio Pais.
Il 1º ottobre 1920 venne venduta per essere demolita.